# Ontinyent Club de Futbol
L'Ontinyent Club de Fútbol fou un club de futbol de la ciutat valenciana d'Ontinyent (Vall d'Albaida). Fundat el 1931, el seu estadi és El Clariano, amb capacitat per a 5.000 espectadors. Actualment juga al grup III de la Segona divisió B.

## Estadi
L'Estadi Municipal El Clariano és el camp de futbol on disputà els seus partits l'Ontinyent CF. Inaugurat el 10 de gener de 1951, té una capacitat per a 5.000 espectadors.

## Història
L'Ontinyent Club de Futbol va nàixer en març de 1931 després que el secretari de l'ajuntament En Raul Lombardo aconseguira fusionar els dos equips que existien llavors en el poble: el Club Esportiu Ontinyent, fundat el 5 d'agost de 1923, i l'Ideal, donant origen a l'Ontinyent Football Club, el qual va ser inscrit oficialment en el Registre d'Associacions del Govern Civil de València el 30 de març de 1931. El club va tindre una època daurada en la dècada de 1960 i principis dels anys 70, quan va militar durant cinc temporades en Segona Divisió.
El 28 de març de 2019, per problemes econòmics, abandonà la lliga de segona divisió B i cessà les activitats.

### Promoció d'ascens 2009/2010
La temporada 2009/2010, l'Ontinyent va quedar tercer en la classificació i va jugar la promoció d'ascens a Segona Divisió. En la primera eliminatòria va eliminar el CD Guadalajara, guanyant tant en l'anada (2-0) com en la tornada (1-3). La segona eliminatòria va eliminar el SD Eibar, guanyant també en l'anada (2-1) i en la tornada (0-1).
En la final li va tocar l'AD Alcorcón, que havia quedat 1r en el seu grup i havia sigut conegut per haver eliminat el Reial Madrid de la Copa del Rei aqueixa mateixa temporada. En l'anada al Clariano ambdós equips van empatar a 1, amb una discutida expulsió del capità d'ontinyentí Gonzalo, que fou recorreguda per part de l'Ontinyent davant del Comité d'Apel·lació, tot i que aquest la va ratificar. Van arribar a la tornada a Alcorcón i van perdre per 3-2, havent remuntat l'Alcorcón quan guanyava l'Ontinyent 0-2, amb una actuació arbitral de Fernando López Acera, molt criticada per part de l'afició valenciana.

## Dades
- 5 temporades en Segona divisió
- 17 temporades en Segona B
- 43 temporades en Tercera divisió

Millor posició: 9è – 1969/1970 – Segona divisió
Últimes temporades:
- 2001/2002: – Tercera Divisió - 11è
- 2002/2003: – Tercera Divisió - 13è
- 2003/2004: - Tercera Divisió - 6è
- 2004/2005: - Tercera Divisió - 12è
- 2005/2006: - Tercera Divisió - 6è
- 2006/2007: - Tercera Divisió - 4t - Ascens
- 2007/2008: - Segona Divisió B - 6é
- 2008/2009: - Segona Divisió B - 6è
- 2009/2010: - Segona Divisió B - 3r - Promoció d'Ascens
- 2010/2011: - Segona Divisió B - 11è
- 2011/2012: - Segona Divisió B - 14è
- 2012/2013: - Segona Divisió B - 15è
- 2013/2014: - Segona Divisió B - 20è - Descens
- 2014/2015: - Tercera Divisió - 5è
- 2015/2016: - Tercera Divisió - 2è
- 2016/2017: - Tercera Divisió - 3è - Ascens
- 2017/2018: - Segona Divisió B - 5è
- 2018/2019: - Segona Divisió B - Retirat